# Levi ben Abisha
Levi ben Abisha (Nablus, 1920 - Kiryat Luza, 23 mei 2001) was van 14 februari 1998 tot aan zijn dood de hogepriester van de Samaritanen. Zijn Arabische naam was Ates Naji Samri. Volgens de Samaritaanse traditie was hij de 128e hogepriester na Aäron. Hij was de opvolger van Yusef ben Ab-Hisda.
Levi ben Abisha is een van de zes kinderen van Abisha ben Phinhas, die van 1943 tot 1961 de Samaritaanse hogepriester was. Gedurende zijn werkzame leven was Levi ben Abisha administrateur bij de busmaatschappij van Nablus. Binnen de Samaritaanse gemeenschap stond hij daarnaast bekend als een begenadigd leraar.
In 1991 reisde Ben Abisha, als eerste (toekomstig) Samaritaans hogepriester, naar de Verenigde Staten om daar de Samaritaanse gemeenschap voor een breed publiek onder de aandacht te brengen. Ben Abisha's hogepriesterschap stond in het teken van de strijd voor godsdienstige en sociale rechten van de Samaritaanse gemeenschap. Hij daagde de Israëlische staat voor het Israëlisch hooggerechtshof om gedaan te krijgen dat Samaritaanse priesters dezelfde betaling en arbeidsvoorwaarden zouden krijgen als rabbijnen in Israël. In de uitspraak, overigens pas na Ben Abisha's dood, werd de Samaritaanse eis ingewilligd.
In het conflict tussen Israël en de Palestijnen onderhield Ben Abisha goede contacten met beide partijen, evenals zijn voorgangers. Tijdens de Tweede Intifada, die in 2000 uitbrak, dreigde de Samaritaanse gemeenschap in Holon (bij Tel Aviv) afgesneden te worden van de gemeenschap in Kiryat Luza, op de voor Samaritanen heilige berg Gerizim. Dit zou inhouden dat de Samaritanen uit Holon niet meer aan het jaarlijkse offerfeest tijdens het Samaritaanse pesachfeest konden deelnemen. Ben Abisha zond echter diplomaten naar Londen, om zich te verzekeren van de steun van Engeland en de Verenigde Staten, waarna hij bij de Israëli's en Palestijnen gedaan wisten te krijgen dat Samaritanen uit Holon vrij mochten reizen naar Kiriat Luza. Tijdens het pesachfeest kondigde de Palestijnse gouverneur van Nablus een staakt-het-vuren af, om de viering niet in gevaar te brengen.
Ben Abisha stierf in zijn woonplaats Kiriat Luza en werd opgevolgd door zijn achterneef Shalom ben Amram.